# Luca
Luca  è un nome proprio di persona italiano maschile.

## Varianti
- Maschili
  - Alterati: Luchino[2], Luchetto
  - Ipocoristici: Lu
  - Composti: Gianluca, Leoluca, Lucantonio[2]
- Femminili
  - Alterati: Luchina[2]

### Varianti in altre lingue
- Albanese: Luca
- Antico slavo ecclesiastico: Лѹка (Luka)[1]
- Basco: Lukas
- Bretone: Lukaz
- Bulgaro: Лука (Luka)
- Catalano: Lluc[1][3]
- Ceco: Lukáš[1]
- Croato: Luka[1][3]
- Danese: Lukas[1]
- Esperanto: Luko
- Finlandese: Luukas[1]
- Francese: Luc[1][3], Lucas[1]
- Georgiano: ლუკა (Luka)[1]
- Gallese: Luc[3]
- Greco biblico: Λουκάς (Loukas)[1][3][4]
- Inglese: Luke[1][3][4], Lucas[1]
- Irlandese: Lúc, Lúcás[1][3]
- Islandese: Lúkas
- Latino: Lucas[1][2][4][5]
- Ligure: Lucco, Lucca[6]
  - Ipocoristici: Lucchin
- Lettone: Lūkas
- Lituano: Lukas[1]
- Macedone: Лука (Luka)[1]
- Norvegese: Lukas[1]
- Olandese: Lucas[1][3], Luuk[1]
- Polacco: Łukasz[1]
  - Alterati: Łukaszek
- Portoghese: Lucas[1]
- Rumeno: Luca[1]
- Russo: Лука (Luka)[1][3]
- Serbo: Лука (Luka)[1][3]
- Slovacco: Lukáš[1]
- Sloveno: Luka[1][3]
- Spagnolo: Lucas[1]
- Svedese: Lukas[1]
- Tedesco: Lukas[1][3], Luca[1]
- Ungherese: Lukács[1]

## Origine e diffusione
Deriva dal nome latino Lucas, abbreviazione di Lucanus, oppure dal nome greco Λουκάς (Loukas), abbreviazione di Λουκανος (Loukanos): i due nomi sono imparentati, e significano entrambi "proveniente dalla Lucania". Da Lucanus e Loukanos deriva il nome italiano Lucano, di cui, sostanzialmente, Luca può essere considerato un ipocoristico.
Nella storia si hanno riscontri del nome come ipocoristico del latino Lucius (pronunciato Lukius), uno dei praenomen più diffusi tra i romani, derivante da Lux, lucis, ovvero "luce", termine al quale Luca viene da alcune fonti ricondotto.
La prima occorrenza che si ha del nome è nell'Eneide di Virgilio, dove Luca (lat. Lucas) è uno dei condottieri dell'esercito di Turno. Venne in seguito portato da san Luca, un medico che accompagnò san Paolo nei suoi viaggi; grazie a lui, il nome ebbe facile diffusione in tutta la cristianità. Nel Duecento Luca si trovava anche scritto Luco e Lucho, in particolare a Siena. Luca è stato, secondo l'ISTAT, il sesto nome maschile più utilizzato per i nuovi nati nel 2004 in Italia e l'ottavo nel 2006.
In inglese, nelle forme Luke e Lucas, il nome è in uso sin dal Medioevo; è utilizzata anche la forma italiana Luca, sin dal XIX secolo, ulteriormente popolarizzata dalla canzone di Suzanne Vega Luka.
Si noti che "Luca" (da leggere però "Lutza") è anche la forma croata e ungherese del nome Lucia.

## Onomastico

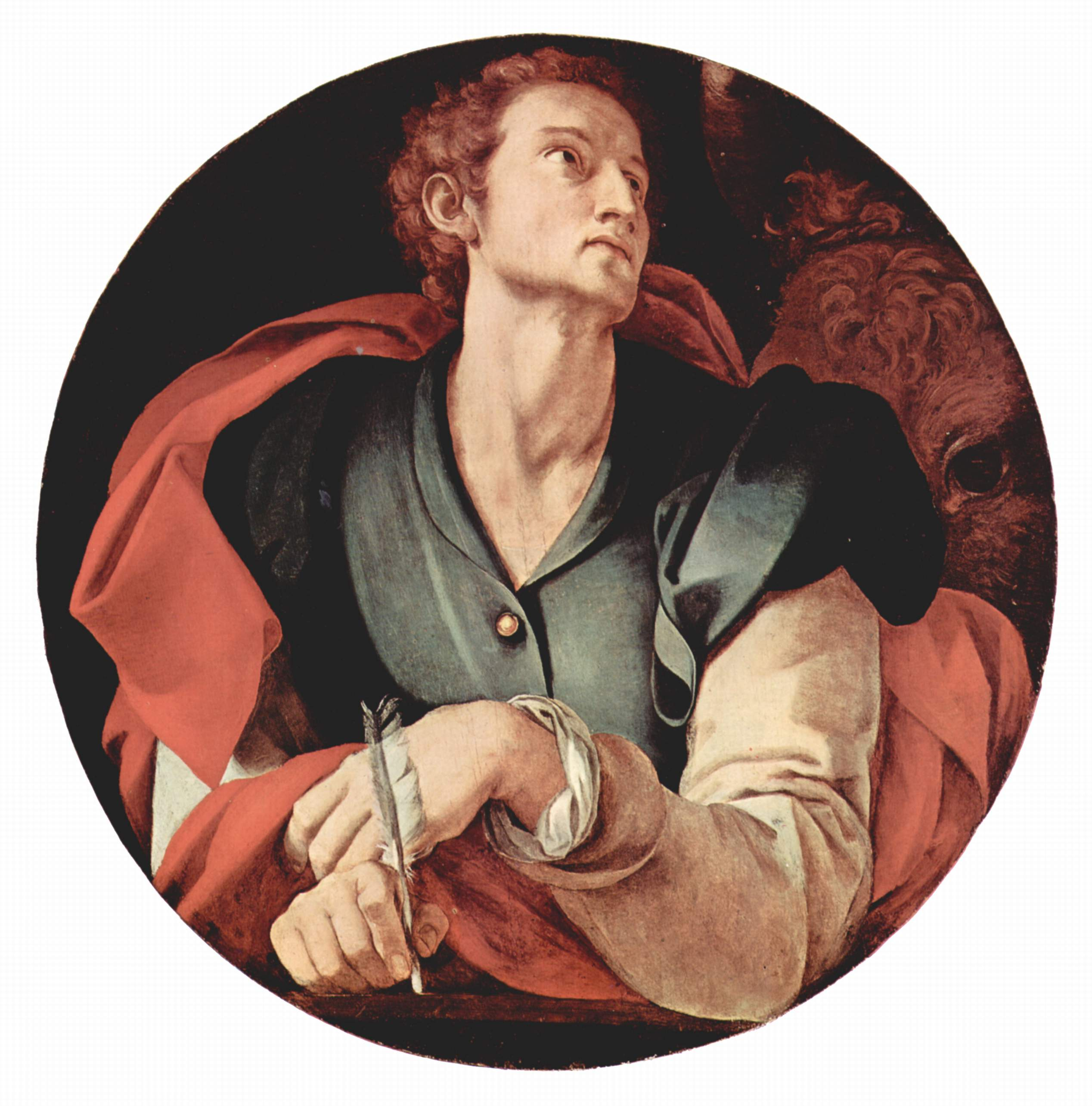
Luca evangelista

L'onomastico è festeggiato il 18 ottobre in ricordo di san Luca, autore del Vangelo di Luca e degli Atti degli Apostoli, patrono di medici e artisti. Si ricordano con questo nome anche, alle date seguenti:
- 13 gennaio, san Luca Thin, martire vietnamita[14]
- 7 febbraio, san Luca il Giovane, eremita in Focide[14]
- 17 febbraio, beato Luca Belludi, francescano[14]
- 27 febbraio, san Luca di Messina, abate[14]
- 1º marzo, san Leone Luca di Corleone, o Leoluca, abate del monastero di Avena[14]
- 2 marzo, san Luca Casali da Nicosia, abate del monastero di Agira[14]
- 4 maggio, beato Luca da Toro, mercedario[14]
- 30 maggio, san Luca Kirby, sacerdote e martire a Tyburn[14]
- 5 giugno, san Luca Vu Ba Loan, martire ad Hanoi[14]
- 10 ottobre, san Luca di Melicuccà detto "il Grammatico", monaco e vescovo di Isola di Capo Rizzuto[14]
- 13 ottobre, san Luca di Demenna (o d'Armento), abate
- 19 ottobre, san Luca Alonso Gorda, martire con Matteo Kohioye a Nagasaki[14]

## Persone
- Luca, evangelista e santo

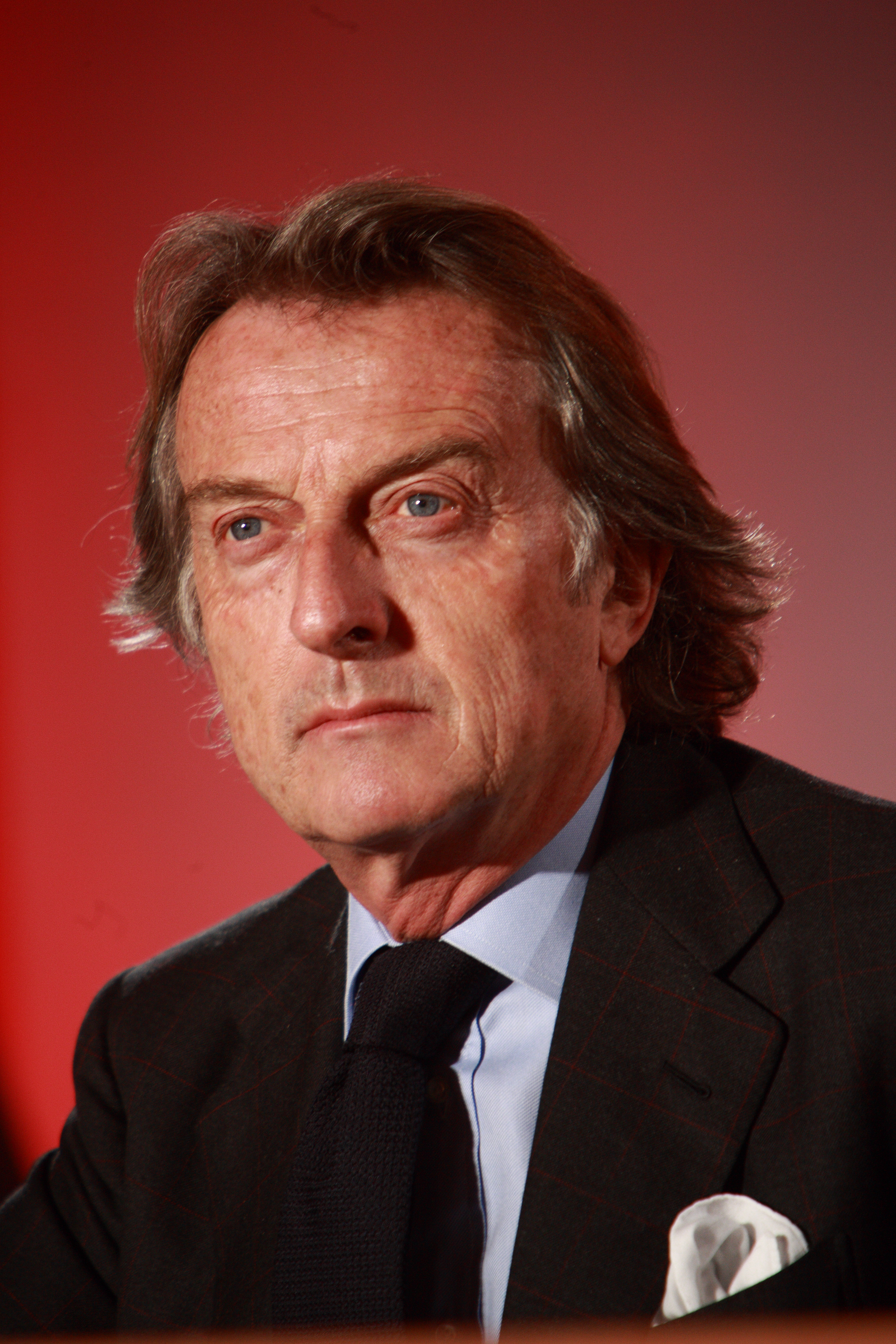
Luca Cordero di Montezemolo

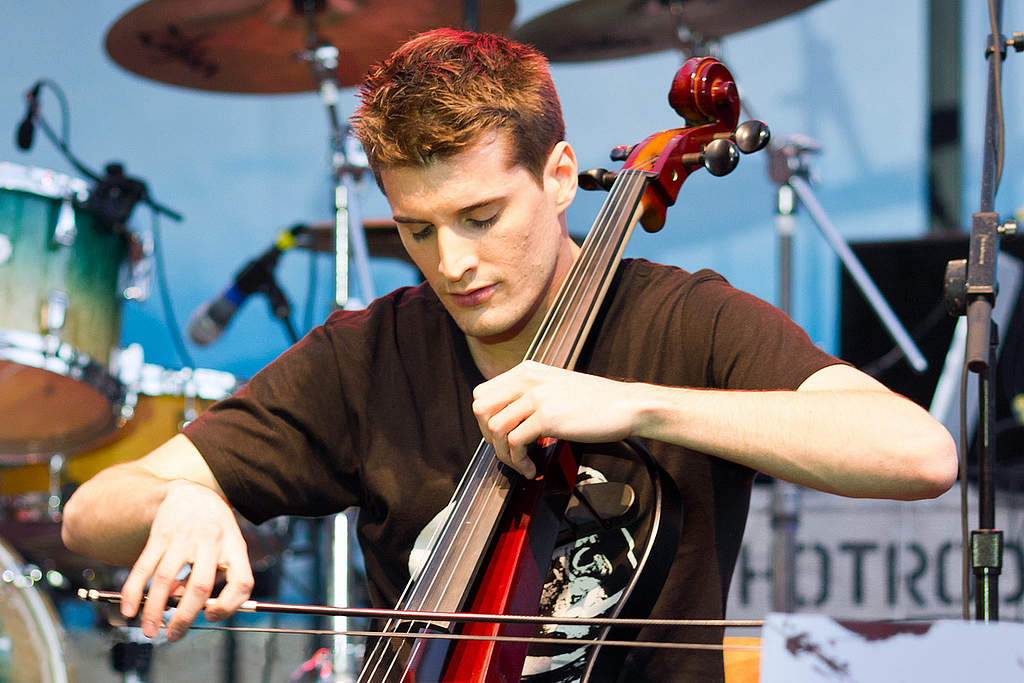
Luka Šulić

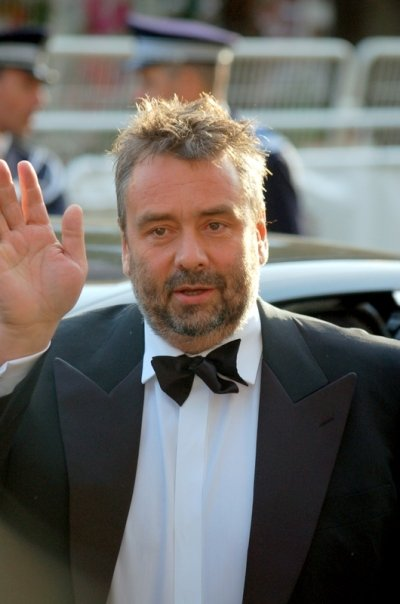
Luc Besson

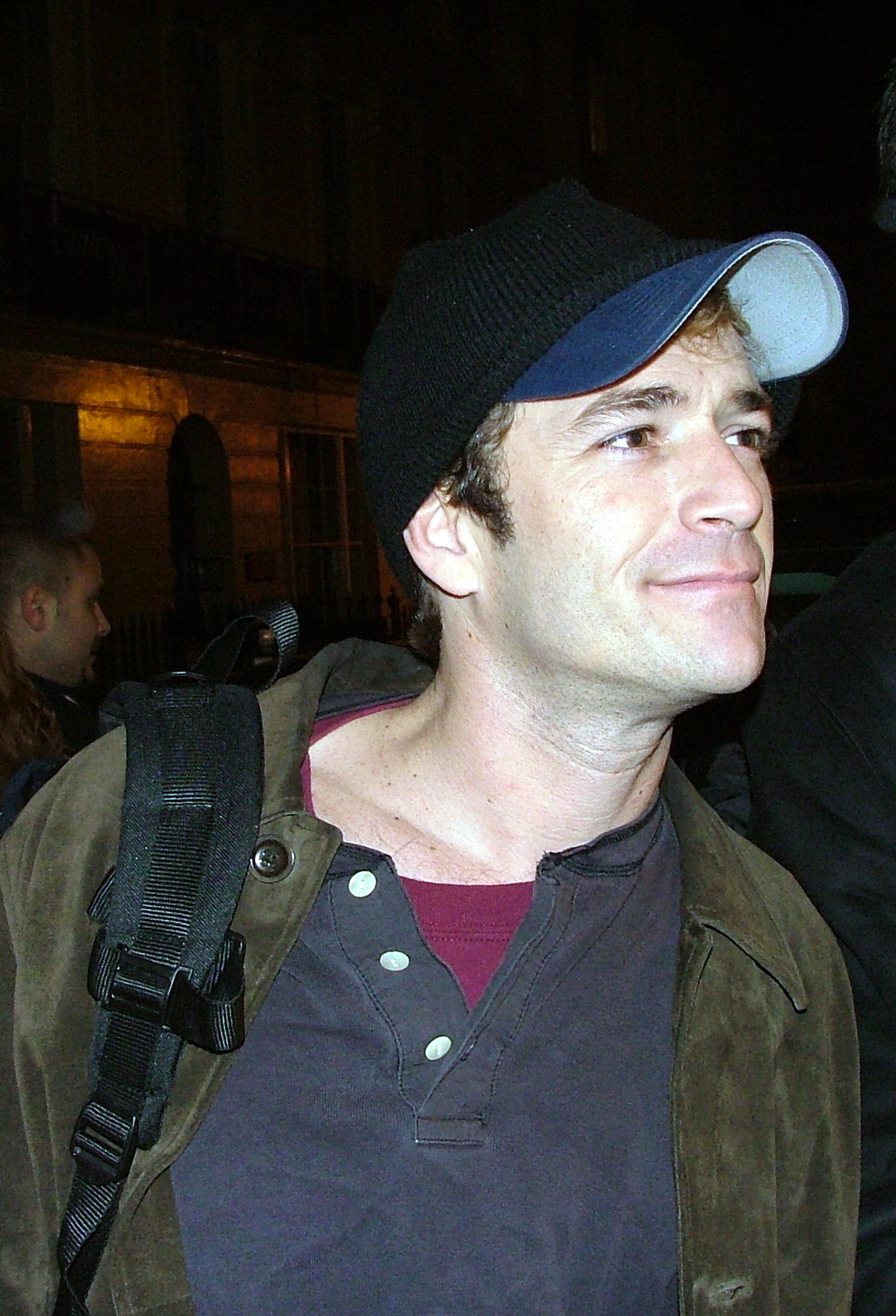
Luke Perry

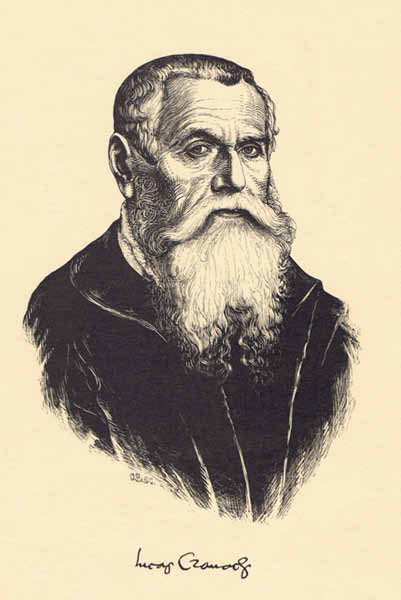
Lucas Cranach il Vecchio

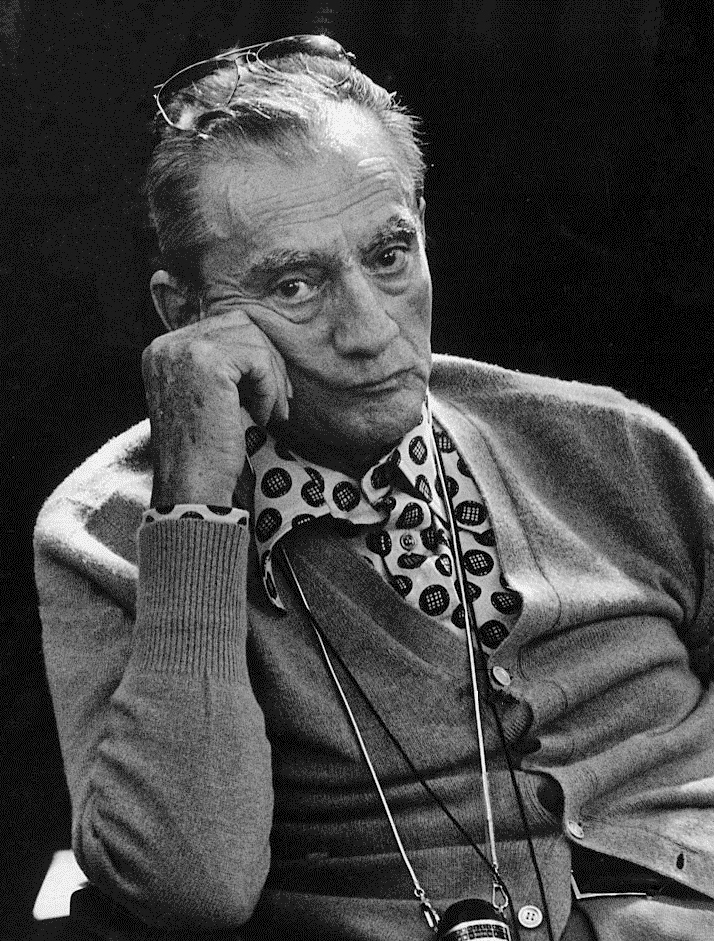
Luchino Visconti

- Luca Argentero, attore e personaggio televisivo italiano
- Luca Cambiaso, pittore italiano
- Luca Carboni, cantautore e musicista italiano
- Luca Cordero di Montezemolo, dirigente d'azienda e politico italiano
- Luca della Robbia, scultore, ceramista e orafo italiano
- Luca Giordano, pittore italiano
- Luca Laurenti, personaggio televisivo, comico, cantante, attore e doppiatore italiano
- Luca Marchegiani, calciatore e dirigente sportivo italiano
- Luca Mazzone, nuotatore e paraciclista italiano
- Luca Parmitano, militare e astronauta italiano
- Luca Signorelli, pittore italiano
- Luca Toni, calciatore italiano
- Luca Ward, attore, doppiatore e direttore del doppiaggio italiano

### Variante Luka
- Luka Dončić, cestista sloveno
- Luka Đorđević, calciatore montenegrino
- Luka Milunović, calciatore serbo
- Luka Mislej, scultore e pittore sloveno
- Luka Modrić, calciatore croato
- Luka Šulić, violoncellista sloveno

### Variante Luc
- Luc Alphand, sciatore alpino e pilota automobilistico francese
- Luc Besson, produttore cinematografico, sceneggiatore, regista e scrittore francese
- Luc d'Achery, monaco, bibliotecario, erudito e storico francese
- Luc de Clapiers de Vauvenargues, scrittore, saggista e moralista francese
- Luc Luycx, medaglista belga
- Luc Merenda, attore e fotomodello francese
- Luc Montagnier, medico, biologo e virologo francese
- Luc Plamondon, paroliere canadese

### Variante Luke
- Luke Bryan, cantante statunitense
- Luke Evans, attore britannico
- Luke Macfarlane, attore canadese
- Luke Perry, attore statunitense
- Luke Wilson, attore statunitense
- Luke Young, calciatore britannico

### Variante Lucas
- Lucas Black, attore statunitense
- Lucas Cornelius Steyn, politico sudafricano
- Lucas Correa, calciatore argentino
- Lucas Cranach il Vecchio, pittore tedesco
- Lucas Grabeel, showman, attore, regista e cantante statunitense
- Lucas Leiva, calciatore brasiliano
- Lucas Moreira Neves, cardinale, arcivescovo cattolico e teologo brasiliano
- Lucas Neill, calciatore australiano
- Lucas Vázquez de Ayllón, esploratore spagnolo

### Variante Lukas
- Lukas Geniušas, pianista russo
- Lukas Haas, attore statunitense
- Lukas Moodysson, regista, sceneggiatore e scrittore svedese
- Lukas Podolski, calciatore polacco naturalizzato tedesco
- Lukas Runggaldier, combinatista nordico italiano
- Lukas Stadler, calciatore austriaco

### Variante Lukáš
- Lukáš Bauer, fondista ceco
- Lukáš Došek, calciatore ceco
- Lukáš Mareček, calciatore ceco
- Lukáš Pešek, pilota motociclistico ceco

### Variante Łukasz
- Łukasz Fabiański, calciatore polacco
- Łukasz Kubot, tennista polacco
- Łukasz Piszczek, calciatore polacco
- Łukasz Żal, direttore della fotografia polacco
- Łukasz Żygadło, pallavolista polacco

### Variante Luchino
- Luchino, arcivescovo cattolico italiano
- Luchino Del Mayno, generale e politico italiano
- Luchino Pascalis, medico italiano
- Luchino Visconti, condottiero e signore di Milano
- Luchino Visconti, regista e sceneggiatore italiano

### Altre varianti
- Luuk Balkestein, calciatore olandese
- Luuk de Jong, calciatore olandese
- Luchetto Gattilusio, politico e trovatore italiano
- Luchetto Grimaldi, ammiraglio e politico italiano
- Loukas Maurokefalidīs, cestista greco
- Loukas Vyntra, calciatore ceco naturalizzato greco

## Il nome nelle arti

### Musica
- A casa di Luca è una canzone di Silvia Salemi classificatasi quarta al Festival di Sanremo 1997.
- Luca era gay è una canzone di Povia classificatasi seconda al Festival di Sanremo 2009.
- Luca lo stesso è una canzone di Luca Carboni, prima traccia dell'album Pop-up, in uscita il 2 ottobre 2015.
- Nella variante Luka, è una canzone di Suzanne Vega.

### Letteratura, cinema e fumetti
Personaggi con variante del nome Luca:
- Luke Cage, personaggio dei fumetti Marvel Comics.
- Lucky Luke, personaggio dei fumetti e dei cartoni animati.
- Lukas, fumetto della Sergio Bonelli Editore.
- Luka Kovač, personaggio della serie televisiva E.R. - Medici in prima linea.
- Luke Skywalker, personaggio di Guerre stellari.
- Luke Triton, personaggio della serie di videogiochi Professor Layton.
- Lukas Zastrow, personaggio della soap opera Tempesta d'amore.
- Cool Hand Luke è il titolo originale del film tradotto in italiano Nick mano fredda, con Paul Newman.